# Aralsko jezero
Aralsko jezero (na kazahstanskom: Арал теңізі, na uzbekistanskom: Orol dengizi, Орол денгизи, na karakalpačkom: Aral ten'izi, Арал теңизи, na ruskom: Аральское море) se nalazi u središnjoj Aziji, između Kazahstana na sjeveru i Karakalpakstana, regiji Uzbekistana, na jugu. Grubo prevedeno na hrvatski jezik znači „More otoka“ zbog više od 1500 postojanih otoka koji izviruju iz vode.
Nekad četvrto svjetsko najveće kopneno jezero s površinom od 68.000 km2, Aralsko jezero se smanjuje u golemoj količini od 60-ih godina 20. stoljeća, nakon što su rijeke Amu-Darja i Sir-Darja, kao rijeke koje ga natapaju, postale dijelom melioracijskog projekta Sovjetskog Saveza. Do 2004. godine jezero se smanjilo na 25% početne površine, što je uvećalo salinitet za čak pet puta i uništilo većinu flore i faune u tom području. Do 2007. godine jezero se smanjilo na 10%  izvorne veličine, tako da se pretvorilo u tri manja, odvojena jezera, od kojih su dva prezasićena solju da bi u njima živjele ribe. Uz nekad obećavajuću ribolovnu industriju koja je ubrzo propala, propali su i mnogi gradovi i sela koja su bila na prijašnjoj granici jezera. Današnje područje oko jezera prepuno je tzv. „Groblja brodova“. Prekomjerno isušivanje također je utjecalo i na ekonomiju ostavljajući iza sebe nezaposlenost i glad mjesnog stanovništva.
Tijek isušivanja jezera: 68.000 km2 (1960.), 28.687 km2 (1998.), 17.160 km2 (2004.).
Aralsko jezero je također i zagađeno, od zagađenja većina otpada na testiranje nuklearnog oružja, industrijskih projekata, pesticida i ostalog otpada bačenog u rijeke (otpadne vode iz gradova). Naleti vjetra ispunjeni solju koja je bila unutar jezera šteti zemlji u okolini čime je onemogućen razvoj bilo kakvog oblika biljnog pokrova – dovelo je do neplodnosti zemlje. Ono također šteti zdravlju mjesnog stanovništva i pridonosi razvoju mnogih bolesti. Isušivanje jezera je nepovratno utjecalo na klimatske promjene pri čemu su ljeta vruća i suša, a zime hladnije i duže.
Isušivanje jezera se u svjetskim razmjerima opisuje ekološkom katastrofom. Veliki je trud uložen u Kazahstanu da bi se zaustavilo isušivanje preostalog sjevernog dijela jezera, danas zvanim Mali Aral. Projekt brane iz 2005. godine je uspješno povisio razinu vode jezera za dva metra. Salinitet se smanjio, pronađene su ribe u većem broju, a također je na nekim mjestima moguć i ribolov. Spašavanje većeg jezera, Velikog Arala, u sjevernom dijelu, je upitno.

## Kratka povijest
Godine 1918. ruska je vlada odlučila preusmjeriti dvije rijeke, koje napajaju Aralsko jezero, Amu-Darju na jugu i Sir-Darju na sjeveru, na područje pustinje, kako bi u tom području uzgajali rižu, lubenice, žitarice i pamuk. To je bio dio sovjetskog plana da pamuk, zvan bijelo zlato, postane najveći izvozni proizvod. To se na kraju obistinilo i danas je Uzbekistan najveći izvoznik pamuka.
Irigacijski kanali su se počeli masovno graditi 1940-ih. Mnogi kanali su bili loše izgrađeni što je dovelo do gubitaka vode. Najveći kanal u središnjoj Aziji, kanal Quaraqum, propuštao je od 30 do čak 75% vode. Danas je taj postotak smanjen na 12%.
Do 1960. godine, otprilike od 20 do 60 km3 vode je otjecalo u zemlju umjesto u jezero. To je dovelo do velikog gubitka vode i Aralsko jezero se počelo smanjivati u početku oko 20 cm godišnje, kasnije 50-60 cm, a pred kraj 80-90 cm godišnje. 

## Trenutno stanje
Površina jezera se smanjila 60%, a volumno 80%. S četvrtog mjesta spao je na osmo po površini u svijetu. Količina vode koju je izgubio svela se na količinu vode koja bi u potpunosti presušila jezero Ontario i Erie. Količina saliniteta s 10 g/l popela se na 45 g/l. Ekosustav jezera i delta rijekâ gotovo je u potpunosti uništen zbog prevelikog saliniteta. Povučeno jazero ostavilo je za sobom veliko područje slane pustinje i područje visokog stupnja toksičnosti. Toksičnost je prouzročena kemikalijama koje vjetar raznosi po okolnom području. Zemlja oko jezera je jako zagađena. To utječe na zdravlje ljudi, a neke veće bolesti su rak i zatrovanje pluća (gotovo neizlječiva). Gradovi nekada na obali jezera danas se nalaze desetinama kilometara od današnje, postojeće obale. Grad Moynag u Uzbekistanu imao je vrlo razvijenu luku sa 60.000 zaposlenih ribara, a danas taj grad leži kilometrima od obale. Tako danas mnogi brodovi leže u pustinjama. Jedina značajna ribarska industrija u regiji je tamo gdje su dovedene ribe iz Baltičkog mora.

## Moguća rješenja
Postoje mnoga moguća rješenja koja su predložena proteklih godina. Većina ih se rangira po skupoći, a od mnogih izdvojena su neka:
- poboljšan irigacijski sustav
- sadnja desaliniziranih biljaka
- naplata seljacima za korištenje vode
- sadnja alternativnog pamuka koji ima potrebu za manjom količinom vode (sadnja je u tom području golema)
- korištenje manje količine pesticida u zaštiti biljka pamuka
- preusmjeravanje rijeka Volge, Oba i Irtiš. One bi vratile Aralsko jezero u početno stanje tijekom 20-30 godina uz trošak od 30-50 milijardi dolara.

U siječnju 1994. godine Kazahstan, Uzbekistan, Turkmenistan, Tadžikistan i Kirgistan su potpisale ugovor u kojem daju jamstvo da će izdvojiti 1% vlastitog dohotka za povratak jezera u prijašnje stanje. Do 2006. godine Svjetska banka je uložila u projekt za spašavenje sjevernog dijela Aralskog jezera, što se činilo beznadnim.  